# 릭 로소비치
릭 로소비치(Rick Rossovich, 1957년 8월 28일 ~ )는 미국의 배우이다.

## 출연 작품
- 탑건
- 터미네이터
- 네이비 실
- 2번 레인의 기적